# Asota egeus
Asota egeus är en fjärilsart som beskrevs av Ribbe 1885. Asota egeus ingår i släktet Asota och familjen nattflyn. Inga underarter finns listade i Catalogue of Life.